# Merel Witteveen
Merel Witteveen (Leiden, 12 de mayo de 1985) es una deportista neerlandesa que compitió en vela en las clases Yngling y Elliott 6m. 
Participó en los Juegos Olímpicos de Pekín 2008, obteniendo una medalla de plata en la clase Yngling (junto con Mandy Mulder y Annemieke Bes).
Ganó una medalla de plata en el Campeonato Europeo de Yngling de 2008 y una medalla de bronce en el Campeonato Europeo de Elliott 6m de 2011.

## Palmarés internacional
| Juegos Olímpicos   | Juegos Olímpicos | Juegos Olímpicos | Juegos Olímpicos |
| Año                | Lugar            | Medalla          | Clase            |
| ------------------ | ---------------- | ---------------- | ---------------- |
| 2008               | Pekín (China)    | Medalla de plata | Yngling          |
| Campeonato Europeo |                  |                  |                  |
| Año                | Lugar            | Medalla          | Clase            |
| 2008               | Blanes (España)  | Medalla de plata | Yngling          |

| Campeonato Europeo | Campeonato Europeo   | Campeonato Europeo | Campeonato Europeo |
| Año                | Lugar                | Medalla            | Clase              |
| ------------------ | -------------------- | ------------------ | ------------------ |
| 2011               | Helsinki (Finlandia) | Medalla de bronce  | Elliott 6m         |